# Scott Pilgrim kontra świat
Scott Pilgrim kontra świat (ang. Scott Pilgrim vs. the World) – romantyczna komedia akcji z 2010 roku w reżyserii Edgara Wrighta, adaptacja serii komiksów Scott Pilgrim autorstwa Bryana Lee O’Malleya. W filmie główną rolę gra Michael Cera jako Scott Pilgrim, leniwy muzyk, który musi pokonać siedmioro byłych swojej wymarzonej dziewczyny, Ramony Flowers (granej przez Mary Elizabeth Winstead), by zdobyć jej serce.
Scenariusz napisali Edgar Wright i Michael Bacall, muzykę skomponował Nigel Godrich, a autorem zdjęć był Bill Pope.
Budżet filmu wyniósł 85 milionów USD, zaś łączny dochód ok. 48 milionów USD.
Film został nominowany do Satelitów w kategorii najlepsza scenografia i dekoracja wnętrz, najlepszy scenariusz adaptowany i najlepszy film fantasy, a na 15. ceremonii wręczenia otrzymał dwie nagrody: dla najlepszego filmu komediowego lub musicalu oraz dla najlepszego aktora w filmie komediowym lub musicalu (Michael Cera).
Film był box office’ową wpadką, ale otrzymał pozytywne recenzje od krytyków, którzy zwrócili uwagę na styl wizualny i humor filmu, ostatecznie osiągając status dzieła kultowego. Scott Pilgrim kontra świat otrzymał ponad 70 nagród i nominacji. Został nominowany w kategorii najlepszych efektów wizualnych podczas 83. ceremonii wręczenia Oscarów. W analizie naukowej o filmie dyskutowano w kategorii narracji transmedialnej.

## Obsada
- Michael Cera jako Scott Pilgrim
- Mary Elizabeth Winstead jako Ramona Flowers
- Kieran Culkin jako Wallace Wells
- Ellen Wong jako Knives Chau
- Alison Pill jako Kim Pine
- Jason Schwartzman jako Gideon Graves
- Mark Webber jako Stephen Stills
- Johnny Simmons jako Neil Nordegraf
- Anna Kendrick jako Stacey Pilgrim
- Brie Larson jako Natalie „Envy” Adams
- Aubrey Plaza jako Julie Powers
- Chris Evans jako Lucas Lee
- Satya Bhabha jako Matthew Patel
- Brandon Routh jako Todd Ingram
- Mae Whitman jako Roxy Richter
- Keita Saitou jako Kyle Katayanagi
- Shôta Saitô jako Ken Katayanagi

## Fabuła
Mieszkający w Toronto 22-letni Scott Pilgrim jest basistą w swoim garażowym indie zespole Sex Bob-Omb. Spotyka się z Knives Chaus, 17-letnią licealistką, mimo dezaprobaty swoich przyjaciół z zespołu, współlokatora Wallace’a Wellsa i młodszej siostry Stacey Pilgrim. Scott poznaje Ramonę Flowers, dostawczynię Amazon.com, po tym, jak po raz pierwszy zobaczył ją we śnie. Traci zainteresowanie Knives, ale nie zrywa z nią przed zdobyciem Ramony. Kiedy Sex Bob-Omb gra w bitwie zespołów sponsorowanych przez pracownika wytwórni muzycznej, Gideona Gravesa, Scott zostaje zaatakowany przez byłego chłopaka Ramony, Matthew Patela. Scott wygrywa pojedynek i dowiaduje się, że aby umówić się z Ramoną, musi pokonać jej pozostałych sześciu złych byłych.
Scott ostatecznie zrywa z Knives, która obwinia Ramonę i przysięga, że go odzyska. W międzyczasie Scott zostaje zaatakowany, ale pokonuje kolejnych trzech byłych Flowers: hollywoodzkiego aktora i deskorolkarza Lucasa Lee, weganina z supermocą Todda Ingrama i lesbijską ninja Roxy Richter, jednocześnie konfrontując się ze swoją byłą dziewczyną, gwiazdą popu Envy Adams. Jednak Scott, sfrustrowany historią związków Ramony, wybucha złością, co skutkuje zakończeniem ich związku.
Podczas następnej bitwy zespołów Sex Bob-Omb pokonuje dwójkę złych byłych Ramony, bliźniaków Kyle’a i Kena Katayanagiego, dzięki czemu Scott zyskuje dodatkowe życie. Mimo to, Ramona wydaje się wracać do swojego siódmego byłego, Gideona. Sex Bob-Omb akceptuje kontrakt z wytwórnią Gravesa, z wyjątkiem Scotta, który w proteście opuszcza zespół. Gideon zaprasza Scotta do swojego lokalu, Chaos Theatre, gdzie gra Sex Bob-Omb. Zdecydowany odzyskać Ramonę, Scott wyzywa Gideona do walki o jej uczucia, zdobywając miecz Moc miłości („Power of Love”). Knives przerywa bitwę poprzez zaatakowanie Ramony, a Scott jest zmuszony wyjawić, że zdradził obie dziewczyny. Gideon zabija Scotta, a Ramona odwiedza go w limbo, aby ujawnić, że Gideon wszczepił jej urządzenie do kontroli umysłu.
Scott zużywa swoje dodatkowe życie i ponownie wchodzi do Chaos Theatre. Zawiera pokój ze swoimi przyjaciółmi i ponownie rzuca wyzwanie Gideonowi, zdobywając miecz Moc poczucia własnej wartości („Power of Self-Respect”). Po przeproszeniu Ramony i Knives za oszukanie ich i zaakceptowaniu własnych błędów, Scott i Knives łączą siły, by pokonać Gideona.
Wolna od kontroli Gideona, Ramona przygotowuje się do odejścia. Knives akceptuje fakt, że jej związek ze Scottem dobiegł końca i za jej zachętą Scott prosi Ramonę o drugą szansę.

## Produkcja

### Realizacja
Scott Pilgrim kontra świat był międzynarodową koprodukcją kilku firm: Marc Platt Productions (Stany Zjednoczone), Big Talk Films (Wielka Brytania), Closed on Mondays Entertainment (Stany Zjednoczone) i Dentsu (Japonia).
Po ukończeniu pierwszego tomu Scott Pilgrim przez artystę Bryana Lee O’Malleya, jego wydawca skontaktował się z producentem Markiem Plattem, aby zaproponować adaptację filmową. O’Malley początkowo miał mieszane uczucia co do adaptacji, stwierdzając, że „spodziewał się, że zmienią ją w komedię akcji, z aktorem, którego [on] nienawidzi”, chociaż „nawet go to nie obchodziło”, przyznając: „Byłem głodującym artystą i pomyślałem: Proszę, dajcie mi tylko trochę pieniędzy”. Universal Studios zatrudniło reżysera Edgara Wrighta, który po raz pierwszy zainteresował się nakręceniem filmu, gdy otrzymał przedpremierową kopię pierwszej powieści graficznej podczas trasy promocyjnej swojego filmu Wysyp żywych trupów. W maju 2005 roku studio podpisało kontrakt z Michaelem Bacallem, aby współtworzył scenariusz.
Bacall powiedział, że chciał napisać scenariusz, ponieważ mocno zaangażował się w historię i współczuł bohaterom. Wright stwierdził, że O’Malley był „bardzo zaangażowany” w tworzenie scenariusza od samego początku, dodając kwestie i dopracowując go. Ze względu na długą realizację, kilka kwestii z różnych wersji scenariusza napisanych przez Wrighta i Bascalla zostało wykorzystanych w późniejszych komiksach Scotta Pilgrima. W filmie nie pojawił się żaden materiał z Finest Hour Scotta Pilgrima, szóstego tomu komiksu, ponieważ powieść nie była kompletna w czasie produkcji filmu; O’Malley przekazał sugestie dotyczące zakończenia filmu i dał producentom swoje notatki do tomu szóstego, ale stwierdził, że zakończenie filmu było „ich zakończeniem”. Niektóre pomysły na zakończenie filmu zostały wycięte przed produkcją, w tym to, gdzie Scott okazuje się seryjnym mordercą, który fantazjował o aspektach gry, a Gideon zamienia się w robota w stylu Transformers.
W oryginalnym zakończeniu filmu, napisanym przed wydaniem ostatniego tomu Scotta Pilgrima, Scott wiąże się ponownie z Knives. O’Malley sprzeciwił się temu rozwiązaniu, ponieważ uważał, że osłabi to postać Knives. Po wydaniu ostatniej książki z serii, w której Scott i Ramona wracają do siebie, i przy podzielonej reakcji publiczności na oryginalne zakończenie filmu, nakręcono nowe zakończenie pasujące do książek, gdzie Scott i Ramona wracają do siebie. O’Malley pomógł napisać nowe zakończenie, a Wright skonsultował to wcześniej z aktorką grającą Knives, Ellen Wrong, myśląc, że będzie rozczarowana zmianą, jednak spodobał jej się ten pomysł. Ostateczne zakończenie zostało nakręcone trzy miesiące przed premierą filmu; Wright twierdzi, że jest to jego „ulubione zakończenie”. Film otrzymał budżet produkcyjny w wysokości 85-90 milionów dolarów. Utwór z komentarzem O’Malleya został nagrany 14 sierpnia 2010 r., dzień po kinowej premierze filmu.

### Lokalizacja
Jeden z producentów, Miles Dale, powiedział, że film jest „największym filmem, jaki kiedykolwiek można było zrealizować w Toronto”. W filmie pokazane są znane miejsca w Toronto, między innymi: Casa Loma, Sonic Boom, Miejska Biblioteka Toronto w Wychwood, placówka Goodwill na St. Clair West, Pizza Pizza i hala koncertowa Lee’s Palace. Ekipa produkcyjna planowała zlokalizować film w Toronto, ponieważ według Dale’a „książki są bardzo szczegółowe w kwestii lokalnych detali”, a reżyser Wright chciał wykorzystać zdjęcia z książek, więc Universal Studios nie planowało zmieniać scenerii. Dale stwierdził, że „ulica Bathirst jest praktycznie korą mózgową Scotta Pilgrima”. David Fleischer z Torontoist napisał, że chociaż filmy rozgrywające się w Nowym Jorku ukazują wszystkie najważniejszy cechy miasta, „Scott Pilgrim rozkoszuje się prostotą” codziennych miejsc, które wciąż są rozpoznawalne w Toronto.
Reżyser Wright, który mieszkał w mieście przez rok przed nakręceniem filmu, powiedział, że jako „brytyjski filmowiec kręcący [swój] pierwszy film poza Wielką Brytanią, [on] nie chciałby, aby ktokolwiek miał mu za złe zdobycie nieprawidłowej lokalizacji”, dlatego trzymał się prawdziwego Toronto, „kręcąc nawet najbardziej banalne miejsca” z komiksu. Wright powiedział, że pierwszą rzeczą, jaką zrobił po przybyciu do miasta, była wycieczka po wszystkich lokalizacjach z O’Malleyem, chociaż ten nie mógł sobie przypomnieć dokładnie niektórych miejsc, więc jeździli po okolicy, używając do ich znalezienia zdjęć z komiksu. Produkcja została dopuszczona do kręcenia w lokalach Second Cup i Pizza Pizza, a Wright stwierdził, że wykorzystanie tych placówek zamiast Starbucks „wydawało się po prostu właściwe”, ponieważ „oznacza to coś dla kanadyjskiej publiczności, a ludzie za granicą myślą, że [oni] stworzyli [Pizza Place] dla siebie. Brzmi jak urocza marka filmowa”.

### Casting
Wright twierdzi, że jedną rzeczą, z której jest szczególnie zadowolony, jest to, że film, w przeciwieństwie do wielu komedii, zawiera „wiele zabawnych kobiet”, przywołując scenę, którą nazwał „zabawną sztafetą damską”. Scena „zaczyna się od Anny Kendrick, przełącza się na Aubrey Plaza, później na Mary [Elizabeth Winstead], następnie na Brie Larson i na końcu to tylko Michael [Cera] atakowany ze wszystkich stron przez różne kobiety w filmie.” W czerwcu 2013 roku O’Malley, który ma koreańskie i kanadyjskie korzenie, żałował, że obsada filmu jest głównie biała i nie ma w nim wystarczającej liczby ról dla mniejszości narodowych.

### Muzyka
W ścieżkę dźwiękową zaangażowali się: producent Radiohead Nigel Godrich, Beck, Metric, Broken Social Scene, Cornelius, Dan the Automator, Kid Koala oraz David Campbell. O’Malley tworzył listy piosenek dla każdego z komiksów na końcu tomów, zapoznając Wrighta z innymi kanadyjskimi zespołami w trakcie tworzenia filmu. Dzięki temu, podczas produkcji „starano się [...] znaleźć prawdziwy zespół odpowiadający każdemu fikcyjnemu, ponieważ zazwyczaj w filmach muzycznych jest jeden kompozytor, który robi wszystko”. Reżyser z producentem muzycznym przez dwa lata szukali i spotykali się z zespołami, które miałyby pisać muzykę do filmu. Dla Godricha była to pierwsza w karierze ścieżka dźwiękowa.
Webber, Pill i Simmons jako członkowie Sex Bob-omb musieli nauczyć się gry na swoich instrumentach, spędzając czas na próbach z Cerą (który od dawna grał na basie) przed rozpoczęciem zdjęć. Aktorzy śpiewają również na ścieżce dźwiękowej. Beck napisał i skomponował muzykę graną przez Sex Bob-omb w filmie, zajęło mu to dwa dni. Zależało mu, by piosenki były zabawne, ale również brzmiały surowo, jak demo. Dwie niewydane oficjalnie piosenki można usłyszeć w krótkim zwiastunie.
Wright powiedział, że tonacja filmu zmienia się zgodnie z reprezentacją różnych części książki, a sceny walki były traktowane jak film muzyczny:
Pomyśleliśmy, że powinno to wyglądać jak musical, ponieważ walki nie różnią się od piosenek. Zawsze uważałem, że istnieje wiele filmów o sztukach walki, które przypominają musicale, więc chcieliśmy pójść dalej. [...] Piosenka jest o czymś, a na końcu może pojawić się dialog, który również dotyczy tego tematu. I to trochę tak działa, gdy ludzie toczą wielkie bójki – podobnie jak w książkach – kiedy wszystko wraca do normy, mało kto reaguje na to, co właśnie się wydarzyło [...].
Reżyser powiedział również, że do niektórych wykonanych w filmie piosenek powstały teledyski, między innymi Sex Bob-omb i jedyny występ The Clash at Demonhead, nakręcony w całości, mimo że nie zostałby wykorzystany w filmie; twierdził, że były tak dobre, że chciał nagrać je wszystkie. Ostatecznie kilka takich nagrań trafiło na wydanie Blu-ray.

### Efekty specjalne
Film jest opisywany jako posiadający „niepowtarzalny wygląd” mangi i ikonografii gier wideo (szczególnie 16-bitowych) z żywymi kolorami i grafiką wplecionymi w live action; kierownik ds. efektów specjalnych, Frazer Churchill, określił ten efekt jako trudny do osiągnięcia, nazywając styl filmu „bardzo zaawansowanymi technicznie obrazami z bardzo niską jakością”. Zauważył, że pewne rzeczy były bardziej skomplikowane z powodu sposobu pracy Wrighta: w filmie miało się znaleźć fizyczne odwzorowanie wszelkich efektów postprodukcyjnych, czyli „ilekroć obraz miga w gotowych ujęciach – każdy cios, zderzenie mieczy – w rzeczywistości były to błyski [...] lamp fotograficznych na planie zdjęciowym [...], a następnie [oni] dodają [...] błysk komputerowo. Kiedy ktoś umierał i zamieniał się w monety, [oni] opróżniali wiadra z folią refleksyjną, by aktorzy mogli na coś zareagować.”
Churchill opisał pierwszą walkę (Scott kontra Matthew Patel) jako „najtrudniejszą”. Było to spowodowane elementami technicznymi, takimi jak generowany komputerowo taniec bollywoodzki oraz użycie bluescreena, metody matte painting i wielu akrobacji kaskaderskich. Scena zawiera również efekt przewijania w tle w grze komputerowej, który został nakręcony przez inny zespół w jeden dzień. Churchill dodał, że szczególnie jedna chwila wymagała wiele pracy: „Kiedy Scott zeskakuje ze sceny w ten wir w stylu mangi, składa się to z fotografii filmowej wykonanej na planie, cyfrowych fotografii nieruchomych oraz grafiki i narysowanych odręcznie linii prędkości”. Twórca scenorysu Oscar Wright (brat reżysera) zauważył, że wprowadzenie postaci Patela zostało użyte „do przekazania energii, jakiej pragnęli, i zbadania, jak [oni] wprowadzą elementy grafiki 2D”.
Przed reżyserowaniem scen walki z efektami wizualnymi, Wright konsultował się z innymi reżyserami z większym doświadczeniem, w tym z Quentinem Tarantino, Guillermo del Toro i Samem Raimim.

### Napisy początkowe
Sekwencja tytułowa otwierająca film została zaprojektowana przez Richarda Kenworthy’ego i była inspirowana animacją rysowaną na filmie. Sekwencja zaczyna się planszą z logo Universal Studios i charakterystyczną melodią, przerobionymi na styl 8-bitowej gry, wszystko zaprojektowane przez Oscara Wrighta.
Edgar Wright wpadł na pomysł sekwencji otwierającej przez Quentina Tarantino, po pokazaniu mu wczesnej wersji filmu. Tarantino poradził, że film „potrzebuje sekwencji tytułowej na początku, by ludzie mogli się wczuć i zasugerować więcej na temat tego, co zaraz zobaczą”.
Grupa grafików odpowiedzialna za napisy początkowe otrzymała brief od Edgara, w którym opisał swój pomysł słowami „2001 spotyka Ulicę Sezamkową” i pokazał im tytułową sekwencję do Szybciej, koteczku! Zabij! Zabij!. Wright wspominał również, że „chcieli zwizualizować muzykę, by wszystkie grafiki, symbole i obrazy podprogowe były w zgodzie z melodią [...]. Pomysł był taki, aby animacja była przejawem tego, jak Knives odbiera w głowie słyszaną muzykę. Dlatego właśnie kończymy sekwencję na ujęciu z Knives oglądającą zespół, widoczne napisy są jak jej mózg eksplodujący przez to, jak fajny jest utwór.”
Wytyczne wymagały również, by sekwencja nie wykorzystywała żadnych motywów komiksowych, aby nie zdradzić za bardzo filmu, więc Kenworthy przygotował „8-bitową walkę na oczy z epilepsją” i stworzył fragment nastrojowy, używając geometrycznych wzorów i efektów wizualnych z mangi; Edgar Wright poprosił, aby wstęp nie zawierał wyraźnych odniesień do gry komputerowej. Jeśli chodzi o koncepcję muzyczną, Kenworthy twierdził, że „udało im się stworzyć wizualną reprezentację lekko amatorskiego, surowego, garażowego brzmienia [Sex Bob-omb]. Coś, co miało wrażenie występu na żywo.”

### Easter eggi
Film zawiera kilka easter eggów nawiązujących do komiksów lub zapowiadających przyszłe wydarzenia w fabule. Dziennikarz David Fleischer zauważył, że pojawia się odniesienie do starego mieszkania O’Malleya przy 27 Alberta Avenue jako adres na liście przewozowym Amazon. Fleischer zwraca również uwagę na migające „L” na znaku Flight Centre Canada, które jest ostrzeżeniem, że zaraz dojdzie do walki. Zanim film się ukazał, Wright zapowiedział pojawienie się koszulki Plumtree, zespołu, który zapoczątkował imię głównego bohatera. Koszulki, które nosi Scott, często do czegoś nawiązują: jedna z logo The Smashing Pumpkins, zespołu o takich samych inicjałach, co protagonista; logo gitary basowej z serii gier Rock Band; inna nawiązująca do Fantastycznej Czwórki, którą ma na sobie po pokonaniu Lucasa, granego przez Evansa, w tym czasie najbardziej znanego ze swojej roli Człowieka Pochodni w serii Fantastyczna Czwórka. Zmieniające się koszulki Pilgrima często pasują do zmieniającego się koloru włosów Ramony w filmie.
Istnieją również odniesienia do innych mediów, szczególnie gier i komiksów. Lista nawiązań wymienia naszywkę X-Men, którą Scott zrywa ze swojego płaszcza; Triforce z serii gier komputerowych The Legend of Zelda, reprezentowany przez inicjały Gideona w filmie i w napisach początkowych oraz inspirowany postacią Dark Linka Nega-Scott; zespół Envy został nazwany na cześć gry The Clash at Demonhead z 1990 roku (oraz zespołu The Clash); Kim ubiera się w stylu japońskiej gotyckiej Lolity na ostatnią bitwę jako forma żartu; scena, która została nakręcona, zagrana i zmontowana całkowicie jak odcinek Kronik Seinfelda; użycie kwestii z Big Lebowski. Zauważono również, że spadające w zwolnionym tempie potłuczone szkło odbijające sylwetki Ramony i Roxy podczas ich walki przypomina ekran wyboru postaci w grze Street Fighter, a przymusowa praca Chaos Theatre i Sex Bob-omb jest odniesieniem do EarthBound.
Podobnie jak The Clash at Demonhead, inne nazwy zespołów odnoszą się do gier wideo: Sex Bob-omb do Bob-ombów w serii gier Mario, a Crash and the Boys do gry Crash ’n’ the Boys: Street Challenge.
Scott grający melodię na basie, którą nazywa Final Fantasy II jest również uważane za easter egg – melodia, którą rzeczywiście zagrał, pojawia się w grze Final Fantasy IV, lecz ta gra została wydana jako Final Fantasy II poza Japonią w latach 90., ponieważ druga i trzecia część nie zostały w tym czasie wydane na arenie międzynarodowej.

## Analiza
Scott Pilgrim kontra świat był szeroko omawiany jako przywołanie narracji transmedialnej, wykorzystując platformę powieści graficznych oraz konwencje gier wideo i komiksów w filmie. John Bodner wyjaśnia, że „film staje się adaptacją tekstu, który sam w sobie jest pod wieloma względami adaptacją kulturową, zwracającą uwagę na własny materiał źródłowy poprzez jawne wykorzystanie wielu technik wywodzących się z estetyki komiksów”. Zeitlin Wu pisze, że film „składa hołd komiksom, grom komputerowym i nakładaniu się tych dwóch rzeczy” i zauważa, że jego proces adaptacji jest wyjątkowy, ponieważ stworzono film komiksowy, który nie będąc realistycznym, pozostaje wierny swojej pierwotnej postaci.
Bodner, Zeitlin Wu i Burke zauważają również, że wraz z filmem Wright stał się jednym z nielicznych reżyserów od lat 60. XX wieku, który użył, jak mówi Bodner, „pola komentarza, znaków (linii akcji) i onomatopei jako efekty dźwiękowe” w dziele filmowym, stosując techniki zarówno konwencjonalne (oznaczanie czasu i miejsca), jak i niekonwencjonalne dla medium. Burke opisuje to użycie jako „autorefleksyjne”. Zeitlin Wu pisze, że „w przeciwieństwie do Batmana z lat 60. XX w., użycie wizualnej onomatopei w Scott Pilgrim kontra świat płynnie łączy rzeczywistość i iluzję, co wydaje się pasować do fabuły, w której nie da się ich odróżnić”, używając słów z komiksu w filmie jako część opowieści, a nie obok niej.
W niekonwencjonalnym zastosowaniu Wright zaburza realizm filmu za pomocą komiksowych oznaczeń. Zeitlin Wu zauważa, że film „jest jedną z nielicznych adaptacji, które włączają tekst w taki sposób, że przekazują hybrydową konstrukcję tekstowo-obrazową komiksów w formie kinowej, przesuwając ich transmedialność na wyższy poziom”, a ostatecznie destabilizuje formalne granice.
Inną techniką, którą Bodner opisuje jako nadającą filmowi postmodernistyczne odczytanie, jest sposób, w jaki Wright wydaje się zmieniać formę filmu, aby odzwierciedlić elementy właściwe dla sekwencji komiksowych, a konkretnie to, że „[Wright] konsekwentnie, ale rozsądnie [cytuje] zawartość panelu w całym filmie – generalnie [...] wykorzystując iluzję zastoju w filmie, ale odzwierciedlając iluzję ruchu w komiksach”.
Omawiając tłumaczenie komiksu w swojej pracy na temat procesu adaptacji filmu, Zeitlin Wu zauważa, że „wiele scenorysów [do filmu] zostało zaczerpniętych bezpośrednio z komiksów”, mówiąc, że metodą przezwyciężenia różnic między powieścią graficzną a mediami filmowymi jest połączenie panelu komiksowego i siatki scenopisu. Wu pisze, że sekwencje z panelami komiksowymi „przekazują raczej fragmentaryczność niż zwykłą iluzję filmowej ciągłości” i że „najbardziej efektywnym wykorzystaniem komiksów jako scenorys są sceny snów Scotta, które ułatwiają jego spotkania z Ramoną”. W innym przykładzie wykorzystywania panelu, Bodner zauważa, że jeden kadr przedstawia Scotta przy komputerze zamawiającego paczkę, następnie ujęcie przedstawia Wallace’a, a na końcu Scotta siedzącego przed drzwiami, czekającego na przesyłkę; Bodner wyjaśnia, że doczesność tych obrazów na ekranie nie jest naturalistyczna i że lepiej reprezentują panele komiksowe, w których czytelnik może w inny sposób wydedukować czasowość. Dodaje, że jako pastisz scena ta pełni podwójną funkcję, zapowiadając magiczny realizm, który się pojawi.
Jeff Thoss, w jednym z rozdziałów książki Storyworlds across Media: Introduction, pisze o różnych transmedialnych motywach, mówiąc, że „film próbuje prześcignąć serię komiksów w swej imitacji funkcji gier komputerowych, zarówno na poziomie budowania świata powieści i na poziomie jego reprezentacji. Ale ponieważ żadna z tych dwóch prac nie okazuje się zwycięska, ich tak zwana rywalizacja wydaje się nie być prawdziwą konkurencją, ale sposobem na wyjaśnienie specyficznych kierunków narracji i ograniczeń komiksów, filmów, i gier komputerowych”. Opierając się na tekście Thoss, ohannes Fehrle analizuje metody lub użycie znaczących elementów gier. Przywołuje scenę walki Scotta i Patela, technicznie analizując ją i zwracając uwagę na podzielony ekran; początkowo określa tę technikę jako „ostatnio kojarzoną głównie z estetyką MTV telewizji lat 90.”. Zauważa, że jest „to «nienaturalny» sposób montażu, który na pierwszym planie stawia medialność filmu poprzez uwidocznienie wpływu montażysty, którego rola zazwyczaj jest ukrywana”. Fehrle opisuje pozostałą część sekwencji z Patelem jako parodię teledysków, w tym „stepowanie, podkreślone przez kadrowanie tylko na jego stopy, a także celowo przerysowane pozycje inspirowane Gorączką sobotniej nocy”, wspominając jednocześnie o zainspirowanym spaghetti westernem „pojedynku przez nogi”.

## Przyjęcie filmu

### Reakcje krytyków
Portal Rotten Tomatoes informuje, że na 272 recenzji krytyków, 82% jest pozytywnych. Według serwisu Metacritic, który zebrał 38 recenzji i obliczył średni wynik 69 na 100, film otrzymał „ogólnie przychylną” reakcję. Na stronie Filmwebu średnia na 18 ocen od krytyków wynosi 7,7/10.
Peter Debruge z Variety wystawił filmowi mieszaną recenzję, odnosząc się do niego jako „przykład kręcenia filmów z deficytem uwagi, zarówno w najlepszym, jak i najbardziej frustrującym znaczeniu”, mówiąc, że był oszczędny dzięki swojej narracji i skutecznie uwzględniał wiele scen walki, ale nie wykorzystał okazji do zbudowania relacji Scotta i Ramony. Kirk Honeycutt z The Hollywood Reporter wystawił w dużej mierze negatywną recenzję, pisząc, że utwór jest „zniechęcająco bezwładnym filmem, w którym nic nie jest zagrożone. Postać może umrzeć, a następnie wrócić do życia. Albo zmienić zdanie na temat swojej prawdziwej miłości, a potem zmienić jeszcze raz. Walka Scotta Pilgrima nie jest przeciwko światu, lecz przeciwko błędnemu kompasowi moralnemu.”
Debrudge przychylnie wypowiedział się o obsadzie i umiejętnościach reżyserskich Wrighta, które sprawiają, że każda postać jest wyjątkowa, skrytykował jedynie występ Cery. David Edelstein z New York również uznał, że największym problemem filmu jest aktorstwo Cery, mówiąc, że „inny aktor mógłby cię rozśmieszyć i zaangażować. Cera nie ożywa w scenach walki, tak jak robi to Stephen Chow w surrealistycznych komediach typu Kung Fu Hustle”, z Honeycuttem dołączającym do krytyki aktora. Przychylnie zaś wypowiada się A.O. Scott, pisząc „w jakiś sposób [Cera i Winstead] sprawiają, że to działa”, sprzedając związek bez bycia banałem, Abrams również zachwyca się aktorem. Brie Larson i Kieran Culkin często opisywani są jako „kradnący scenę”. Tym samym terminem nazwano Chrisa Evansa i Brandona Routha w niektórych recenzjach.
Z negatywnych cech, Debrudge dodał, że „każdy powyżej 25 roku życia prawdopodobnie uzna [film] za wyczerpujący, jak granie przyzwoitki na przyjęciu pełnym nieokiełznanych studentów”, zdanie podzielone przez Honeycutta, który nazwał film „dziecinnym”.

### Kwestie problematyczne
Kilka lat po premierze, na film ponownie zwrócono uwagę, jednak tylko z powodu głębszego przyjrzenia się jak obecnie może zostać odebrana treść.
Zwraca się uwagę na kwestię uprzedmiotowienia kobiet, na przykładzie postaci Ramony i Knives. Pierwsza jest, według filmu, ideałem dziewczyny, kimś do zdobycia. Na drugą zaś patrzy się w sposób negatywny, oceniając jej niedojrzałe zachowanie i ostatecznie nie zwracając na nią większej uwagi. Należy jednak pamiętać, że taki obraz wytwarza się w głowie odbiorcy tylko przez to, że wydarzenia w filmie oglądamy z perspektywy Scotta, jesteśmy w jego głowie.
W przypadku Ramony często pojawia się termin „wymarzonej alternatywnej dziewczyny” (ang. Manic Pixie Dream Girl), krytykując tym samym ten trop w tekstach kultury, gdyż utrwala on szkodliwe stereotypy wobec kobiet. To określenie nadawane postaciom w filmach może być określane jako MacGuffin. Film prezentuje pogląd, w którym kobieta jest nagrodą, o którą trzeba walczyć.
Mówi się również o portrecie dotyczącym płci, jaki przedstawia film. Szczególną uwagę zwraca problem toksycznej męskości, na przykładzie postaci Scotta i byłych partnerów Ramony. Istnieje wyraźny kontrast między protagonistą a jego przeciwnikami, nie tyle z wyglądu, ale też poprzez zachowanie. Odwołując się do kwestii dosłownego posiadania dziewczyny, taką mentalność ukazują bohaterzy starający się o dziewczynę ich marzeń.
Filmowi zarzuca się upraszczające ukazanie postaci homoseksualnych i biseksualnych. Pokazuje to przykład przyjaciela Scotta, Wallace’a, który zawsze jest „pokazywany lub charakteryzowany przez gejowskie rzeczy, które mówi lub robi.” Biseksualność innych postaci w filmie jest elementem komediowym, w przeciwieństwie do komiksów, które rozwijają ich charakter i historię.

### Uznanie
Scott Pilgrim kontra świat otrzymał wiele nagród i nominacji. Dostał się na listę siedmiu filmów walczących o nominację w kategorii najlepszych efektów specjalnych na 83. ceremonii wręczenia Oscarów, ostatecznie jednak jej nie otrzymał. Zdobył nagrodę publiczności na Międzynarodowym Festiwalu Filmów Fantastycznych w Lund w 2010 roku.
Film umieszczono na kilku listach rankingowych filmów z 2010 roku, w tym jako pierwsze miejsce u Harry’ego Knowlesa oraz na kilku listach magazynu filmowego Empire.